# Limousin
Limousin je bývalý region Francie. Nacházel se ve střední Francii a skládal se ze tří departmentů (Corrèze, Creuse, a Haute-Vienne). Jeho hlavní město bylo Limoges. Území odpovídá limogeské diecézi.

## Historie
Před Velkou francouzskou revolucí byl Limousin jednou z francouzských provincií.
Od roku 2016 byl spolu s regiony Akvitánie a Poitou-Charentes sloučen do nově vzniklého regionu Nová Akvitánie.

## Nejdůležitější města
- Brive-la-Gaillarde
- Guéret
- Limoges
- Saint-Junien
- Tulle
- Ussel